# 上間凜子
上間 凜子（うえま りんこ、1993年2月5日 - ）は、日本のタレント、女優、ファッションモデルである。福岡県出身。

## 略歴・人物
- 2010年、高2の終わりに『週刊ヤングジャンプ』誌上で実施された「日本縦断美少女発見グラビア」企画『ギャルコン2009』でグランプリ受賞[1]。これを機に高校を中退して博多から上京[2][3]。同年春、所属事務所の移籍（オフィスノアール→トップコート）に伴い、芸名を改名（上間凛子→上間美緒）。2011年、映画『高校デビュー』で女優デビュー。
- 2011年、ファッション誌『non-no』主催「ノンノモデル2011オーディション」にて審査員特別賞を受賞。2012年2月号から2013年5月号まで専属Sサイズモデルとして活動。
- 2015年2月、ホリ・エージェンシーに移籍し、芸名から本名に改名（上間美緒→上間凜子）。後に同事務所を退所。
- 趣味はハムスターの飼育。小学1年生から飼い続けている[4]。
- 3人兄弟の末っ子。姉（13歳上）と兄（12歳上）がいる。

## 出演

### 映画
- 高校デビュー（2011年4月1日、アスミック・エース） - パーティーの司会 役
- グッドカミング〜トオルとネコ、たまに猫〜（2012年6月4日、ソニー・ミュージックレコーズ） - ネコ 役[5]
- すーちゃん まいちゃん さわ子さん（2013年3月2日、スールキートス） - 竹田ちか 役
- クロユリ団地（2013年5月18日、松竹） - 美樹 役
- 男子高校生の日常（2013年10月12日、ショウゲート） - 美果 役
- 1/11 じゅういちぶんのいち（2014年4月5日、東京テアトル）
- 白鳥が笑う（2015年3月28日、第7回沖縄国際映画祭にて上映） - みよ先生 役
- 彼岸島 デラックス（2016年10月15日、松竹メディア事業部）

### テレビドラマ
- 土俵ガール!（2010年7月13日 - 9月14日、MBS） - 牛田ミカ 役
- 警視庁継続捜査班 最終話（2010年9月9日、テレビ朝日） - 加藤智美 役
- 私が初めて創ったドラマ 「沖縄ドライバーズノート」（2011年1月14日、NHK BShi） - 佐藤琉奈 役
- 内部調査官・水平直の報告書（2011年1月17日、TBS） - 岩崎玲奈 役
- さきいか君 第7話（2011年7月15日、NHKワンセグ2） - 赤江の友達 役
- 魔術はささやく（2011年9月9日、フジテレビ） - 女子校生 役
- 桜蘭高校ホスト部 第9 - 10話（2011年9月16日 - 23日、TBS） - 右京あかり 役
- 火車（2011年11月5日、テレビ朝日） - みっちゃん 役
- Dr.検事モロハシ（2012年3月23日、フジテレビ） - 長峰葵 役
- 黒の女教師 第8 - 最終話（2012年9月7日 - 21日、TBS） - 水野葵 役
- 相棒11 第11話（2013年1月1日、テレビ朝日） - 二百郷朋子（少女期） 役
- 幽かな彼女（2013年4月9日 - 6月18日、関西テレビ） - メグミ 役
- たべものがたり 彼女のこんだて帖 第7話（2013年4月28日、NHK BSプレミアム）
- 一休さん2（2013年5月5日、フジテレビ） - 桔梗屋弥生（2代目） 役
- 変身インタビュアーの憂鬱（2013年10月21日 - 12月23日、TBS） - ナレーション[6]
- 孤独の密葬〜翻訳家の殺人推理〜（2013年11月1日、フジテレビ） - 遠藤春香 役[7]
- 都市伝説の女 Part2 第5話（2013年11月8日、テレビ朝日） - 長谷川実希 役
- マッチング・ラブ（2013年12月24日、TBS） - レイ 役
- 花咲舞が黙ってない 第1話（2014年4月16日、日本テレビ） - 斉藤茉莉奈 役
- 死神くん 第1話（2014年4月18日、テレビ朝日）
- SAKURA〜事件を聞く女〜（2014年10月20日 - 12月22日、TBS） - 中西彩乃 役
- 磁石男2015（2015年9月18日、日本テレビ）
- 彼岸島 Love is over（2016年9月19日 - 10月10日、毎日放送）

### Webドラマ
- モトカレ 「Ep3.最低なアイツと最高のクリスマス」 第1話（2013年12月11日、UULA）[8] - シズカ 役
- 一人全役ドラマ〜ぜんいん僕だった〜 第1・6話（2013年4月2日、ポスト・イット）[9] - 小山美緒 役

### 舞台
- タンブリング vol.2（2011年5月18日 - 7月3日、赤坂ACTシアター他） - 月野楓 役
- アイドル、かくの如し（2011年12月8日 - 2012年1月14日、本多劇場他） - くらら 役

### その他のテレビ番組
- non-no TV（2011年12月10日 - 2012年3月17日、BS-TBS）
- 風少女（2012年7月31日、日本テレビ） - 川村千里 役[10]
- ギャンブル・ザ・ワールド（2014年4月21日 -5月6日 、TBS） - 準レギュラー

### Web番組
- ワンセグランチボックス（2011年12月13日、NHKワンセグ2） - スタジオゲスト

### CM
- 福岡県 Honda Cars（2009年 - 2010年）

### 雑誌
- non-no（2012年2月号 - 2013年5月号） - 専属モデル

### その他
- 書籍「初めて恋してます。〜サナギからチョウへ〜」（2010年、主婦と生活社） - 表紙モデル（後姿）
- non-noファッションイベント「春コレ2012」（2012年3月31日）

### DVD
- 上間凜子です！（2015年9月18日、イーネットフロンティア）

## 書籍

### 写真集
- デジタル写真集「太陽に美せられて」（2013年10月16日、祥伝社）